# 隐纹花松鼠
隐纹花松鼠（学名：Tamiops swinhoei）为松鼠科花松鼠属的动物。分布于缅甸、越南、台湾岛以及中国大陆的广西、海南、陕西、贵州、安徽、云南、河北、湖北、河南、山西、西藏、广东、四川、甘肃、福建等地，多生活于热带至暖温带森林、灌丛。该物种的模式产地在四川宝兴。

## 亚种
- 隐纹花松鼠青平亚种（学名：Tamiops swinhoei chingpingensis），Lu et Qyan于1965年命名。在中国大陆，分布于云南（双江）等地。该物种的模式产地在云南双江。[3]
- 隐纹花松鼠滇北亚种（学名：Tamiops swinhoei clarkei），Thomas于1920年命名。。该物种的模式产地在云南长江河谷°20'N,101°E)。[4]
- 隐纹花松鼠台湾亚种（学名：Tamiops swinhoei formosanus），Bonhote于1900年命名。分布于台湾岛等地。该物种的模式产地在台湾北部。[5]
- 隐纹花松鼠海南亚种（学名：Tamiops swinhoei hainanus），J. Allen于1906年命名。在中国大陆，分布于海南等地。该物种的模式产地在海南黎母山。[6]
- 隐纹花松鼠福建亚种（学名：Tamiops swinhoei maritimus），Bonhote于1900年命名。在中国大陆，分布于广西、贵州、安徽、广东、福建、湖北等地。该物种的模式产地在福建福州。[7]
- 隐纹花松鼠指名亚种（学名：Tamiops swinhoei swinhoei），Milne-Edwards于1874年命名。在中国大陆，分布于云南（西北部）、四川等地。该物种的模式产地在四川宝兴。[8]
- 隐纹花松鼠北京亚种（学名：Tamiops swinhoei vestitus），Miller于1915年命名。在中国大陆，分布于河南、陕西、河北、山西、甘肃等地。该物种的模式产地在河北兴隆山。[9]

## 保护
本种于2023年被收录入《有重要生态、科学、社会价值的陆生野生动物名录》。